# You Need to Calm Down
You Need to Calm Down ist ein Lied der US-amerikanischen Popsängerin Taylor Swift. Es ist eine Vorab-Single ihres siebten Studioalbums Lover.

## Hintergrund
Am 13. Juni 2019 kündigte sie das neue Album Lover und die Single in einem Instagram-Livestream an. You Need to Calm Down wurde am 14. Juni 2019 als Lyric-Video veröffentlicht. Am 17. Juni 2019 erschien das offizielle Musikvideo dazu.

## Komposition
Das Stück ist dem Genre Elektropop zuzuordnen. Es wurde in D-Dur geschrieben und weist 88 Schläge pro Minute auf. Swifts Stimmumfang reicht von d3 bis fis5.

## Mitwirkende
- Gesang – Taylor Swift
- Songwriting – Taylor Swift, Joel Little
- Produktion – Taylor Swift, Joel Little
- Schlagzeug – Joel Little
- Keyboard – Joel Little
- Studiopersonal – Joel Little, Serban Ghenea, John Hanes
- Abmischung – Serban Ghenea
- Toningenieur – John Hanes[4]

## Kommerzieller Erfolg

### Chartplatzierungen
| ChartsChartplatzierungen       | Höchstplatzierung | Wochen |
| ------------------------------ | ----------------- | ------ |
| Deutschland (GfK)              | 36 (9 Wo.)        | 9      |
| Österreich (Ö3)                | 21 (15 Wo.)       | 15     |
| Schweiz (IFPI)                 | 22 (13 Wo.)       | 13     |
| Vereinigte Staaten (Billboard) | 2 (21 Wo.)        | 21     |
| Vereinigtes Königreich (OCC)   | 5 (15 Wo.)        | 15     |

| ChartsJahrescharts (2019)      | Platzierung |
| ------------------------------ | ----------- |
| Vereinigte Staaten (Billboard) | 39          |

### Auszeichnungen für Musikverkäufe
| Land/Region                  | Auszeichnungen für Musikverkäufe (Land/Region, Auszeichnung, Verkäufe) | Verkäufe  |
| ---------------------------- | ---------------------------------------------------------------------- | --------- |
| Australien (ARIA)            | 6× Platin                                                              | 420.000   |
| Brasilien (PMB)              | Diamant                                                                | 160.000   |
| Dänemark (IFPI)              | Gold                                                                   | 45.000    |
| Frankreich (SNEP)            | Gold                                                                   | 100.000   |
| Italien (FIMI)               | Gold                                                                   | 50.000    |
| Neuseeland (RMNZ)            | 3× Platin                                                              | 90.000    |
| Norwegen (IFPI)              | Platin                                                                 | 60.000    |
| Österreich (IFPI)            | Platin                                                                 | 30.000    |
| Polen (ZPAV)                 | Platin                                                                 | 50.000    |
| Portugal (AFP)               | Gold                                                                   | 5.000     |
| Spanien (Promusicae)         | Platin                                                                 | 60.000    |
| Vereinigte Staaten (RIAA)    | 3× Platin                                                              | 3.000.000 |
| Vereinigtes Königreich (BPI) | 2× Platin                                                              | 1.200.000 |
| Insgesamt                    | 4× Gold · 18× Platin · 1× Diamant ·                                    | 5.270.000 |

Hauptartikel: Taylor Swift/Auszeichnungen für Musikverkäufe/Lieder